# Villaornate y Castro
Villaornate y Castro – gmina w Hiszpanii, w prowincji León, w Kastylii i León, o powierzchni 48,28 km². W 2011 roku gmina liczyła 401 mieszkańców.